# Морской аквариум

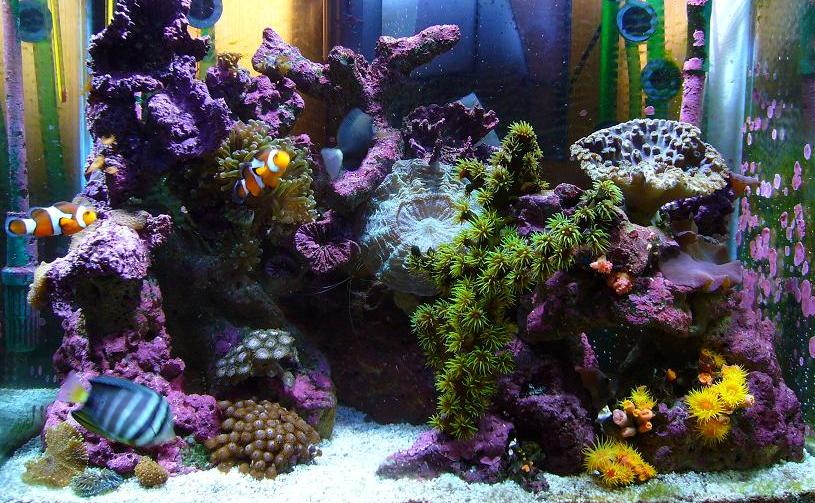
Маленький домашний морской аквариум

Морской аквариум — солоноводный аквариум с организмами, обитающими в морях и океанах.

## Описание
В быту распространено содержание небольших (от 20 л) морских аквариумов, что позволяет отказаться от сложного оборудования и процедур.
Более продвинутое оборудование устанавливается в больших (от 200 л) морских аквариумах с сампом. В таких системах уже присутствует вспомогательный аквариум (самп), в котором находится всё необходимое оборудование для морского аквариума. При использовании сампа в главном морском аквариуме из оборудования остаётся только помпа течения и свет над морским аквариумом.

## Принципы содержания
Морской аквариум при правильном подходе нуждается только в протирании стёкол аквариума и кормлении живности в морском аквариуме.
Если морской аквариум перегрузить живностью, то потребуется дополнительное оборудование:
- Для очистки воды в морском аквариуме.
- Для контроля параметров морской воды в морском аквариуме.
- Для внесения добавок корректирующих параметры воды в морском аквариуме.

## Классификация
- Рифовый аквариум (мягкий риф, жёсткий риф, смешанный риф)
- Рыбный морской аквариум (чисто рыбный морской аквариум с применением искусственных кораллов)
- Смешанный морской аквариум (и рыбы, и кораллы)

## Оборудование
- Свет
- Терморегуляция
- Течение
- Самп — отдельный аквариум подключенный к основному видовому аквариуму.
- Пенник (скиммер) — применяется для очистки воды от белков, при помощи пены.
- Кальциевый реактор — добавляет в воду кальций и многое другое, путём растворения мёртвых коралловых скелетов при подаче углекислого газа и снижения тем самым показателя ph, до уровня при котором идёт растворения мёртвых коралловых скелетов в самом реакторе.
- Водорослевик — отсек в сампе, для выращивания водорослей, которые в свою очередь очищают воду от нитратов и фосфатов.
- Скрабер — сетка для выращивания низших водорослей. На сетке создаются более выгодные условия для роста низших водорослей, которые впоследствии будут удалены с сетки механическим путём (чистка один раз в неделю)
- Перелив — конструкция для слива воды в самп. Реализован на принципе совмещённых сосудов.
- Волнообразователь (вэйвбокс, вэйвмэйкер) — устройство для имитации колебаний водной массы как на природном рифе. Реализовано на принципе помпы и реле времени (реле имеет паузу примерно в одну секунду, которое возможно настраивать в широком диапазоне длины паузы)